# Pizzoni
Pizzoni – miejscowość i gmina we Włoszech, w regionie Kalabria, w prowincji Vibo Valentia.
Według danych na rok 2004 gminę zamieszkiwało 1340 osób, 58,3 os./km².